# Euphaedra (Euphaedrana) dubreka
Euphaedra (Euphaedrana) dubreka es una especie de  mariposa, de la familia Nymphalidae,  subfamilia Limenitidinae, tribu Adoliadini, pertenece al género Euphaedra, subgénero (Euphaedrana).

## Localización
Esta especie de mariposa se encuentra localizada en África.